# Danny Henry
Danny Henry (Edimburgo, 17 de julho de 1988) é um lutador escocês de artes marciais mistas, atualmente competindo no peso pena do Ultimate Fighting Championship.

## Carreira no MMA

### Ultimate Fighting Championship
Henry fez sua estreia no UFC em 16 de julho de 2017 no UFC Fight Night: Nelson vs. Ponzinibbio contra Daniel Teymur. Ele venceu por decisão unânime e faturou o bônus de “Luta da Noite”.
Henry fez sua próxima luta em 17 de março de 2018 no UFC Fight Night: Werdum vs. Volkov contra Hakeem Dawodu. Ele venceu por finalização ao aplicar uma guilhotina com 39 segundos de luta.
Henry facesnfrentoi Dan Ige no UFC Fight Night: Till vs. Masvidal em 16 de março de 2019. Ele perdeu por finalização no primeiro round.

## Cartel no MMA
| Cartel no MMA   |             |            |
| 16 lutas        | 12 vitórias | 4 derrotas |
| Por nocaute     | 5           | 0          |
| Por finalização | 5           | 2          |
| Por decisão     | 2           | 2          |

| Res.    | Cartel | Oponente         | Método                                         | Evento                                  | Data       | Round | Tempo | Local         | Notas                               |
| ------- | ------ | ---------------- | ---------------------------------------------- | --------------------------------------- | ---------- | ----- | ----- | ------------- | ----------------------------------- |
| Derrota | 12-4   | Makwan Amirkhani | Finalização Técnica (estrangulamento anaconda) | UFC 251: Usman vs. Masvidal             | 11/07/2020 | 1     | 3:15  | Abu Dhabi     |                                     |
| Derrota | 12-3   | Dan Ige          | Finalização (mata leão)                        | UFC Fight Night: Till vs. Masvidal      | 16/03/2019 | 1     | 1:17  | Londres       |                                     |
| Vitória | 12-2   | Hakeem Dawodu    | Finalização (guilhotina)                       | UFC Fight Night: Werdum vs. Volkov      | 17/03/2018 | 1     | 0:39  | Londres       |                                     |
| Vitória | 11-2   | Daniel Teymur    | Decisão (unânime)                              | UFC Fight Night: Nelson vs. Ponzinibbio | 16/07/2017 | 3     | 5:00  | Glasgow       | Luta nos Leves; Luta da Noite.      |
| Vitória | 10-2   | Igeu Kabesa      | Finalização (estrangulamento anaconda)         | Extreme Fighting Championship 57        | 04/03/2017 | 1     | 3:30  | Johannesburgo | Ganhou o Cinturão Peso Pena do EFC. |
| Vitória | 9-2    | Wade Groth       | Nocaute Técnico (socos)                        | Extreme Fighting Championship 53        | 02/09/2016 | 2     | 0:39  | Johannesburgo |                                     |
| Vitória | 8-2    | Barend Nienaber  | Nocaute Técnico (chute no corpo)               | Extreme Fighting Championship 51        | 15/07/2016 | 2     | 1:20  | Johannesburgo |                                     |
| Derrota | 7-2    | Igeu Kabesa      | Decisão (unânime)                              | Extreme Fighting Championship 47        | 05/03/2016 | 5     | 5:00  | Johannesburgo | Perdeu o Cinturão Peso Pena do EFC. |
| Vitória | 7-1    | Boyd Allen       | Nocaute Técnico (socos)                        | Extreme Fighting Championship 44        | 03/10/2015 | 4     | 2:31  | Johannesburgo | Ganhou o Cinturão Peso Pena do EFC. |
| Vitória | 6-1    | Matthew Buirski  | Decisão (unânime)                              | Extreme Fighting Championship 42        | 08/08/2015 | 3     | 5:00  | Cape Town     |                                     |
| Vitória | 5-1    | Hanru Botha      | Finalização (triângulo)                        | Extreme Fighting Championship 40        | 06/06/2015 | 1     | 1:58  | Gauteng       | Estreia nos Penas.                  |
| Vitória | 4-1    | David Galbraith  | Nocaute Técnico (socos)                        | Headhunters Fighting Championship       | 06/12/2014 | 2     | N/A   | Edinburgo     |                                     |
| Derrota | 3-1    | Michael Doyle    | Decisão (unânime)                              | On Top 6                                | 06/10/2012 | 3     | 5:00  | Glasgow       |                                     |
| Vitória | 3-0    | Leon Del Gaudio  | Nocaute (soco)                                 | On Top 5                                | 02/06/2012 | 1     | 0:17  | Glasgow       |                                     |
| Vitória | 2-0    | Kieran Malone    | Finalização (mata leão)                        | On Top 4                                | 25/02/2012 | 1     | 4:04  | Glasgow       |                                     |
| Vitória | 1–0    | Danny Grayson    | Finalização (mata leão)                        | Sportfight Scotland 14                  | 05/11/2011 | 2     | 3:32  | Lanark        | Estreia nos Leves.                  |